# Ludovica de Bavière
 (novembre 2019).
Si vous disposez d'ouvrages ou d'articles de référence ou si vous connaissez des sites web de qualité traitant du thème abordé ici, merci de compléter l'article en donnant les références utiles à sa vérifiabilité et en les liant à la section « Notes et références ».
Titre
Duchesse en Bavière
3 août 1837 – 15 novembre 1888
(51 ans, 3 mois et 12 jours)
Ludovica de Bavière, née Marie Louise Wilhelmine, princesse de Bavière (Maria Ludovica Wilhelmine von Bayern), est née le 30 août 1808 à Munich et morte le 26 janvier 1892 à Munich à l'âge de 83 ans. Par son mariage avec le duc Maximilien en Bavière, elle devient duchesse en Bavière.
Elle est la mère de la célèbre Sissi, de la dernière reine des Deux-Siciles, et de la duchesse d'Alençon, victime célèbre de l'incendie du Bazar de la Charité.

## Famille
Issue de la maison de Wittelsbach, Ludovica est issue du second mariage du roi Maximilien Ier de Bavière avec Caroline de Bade.
La princesse est l'avant-dernière des treize enfants du roi (les cinq aînés étant issus du mariage du roi avec la défunte Wilhelmine de Hesse-Darmstadt) .
- Louis Ier (1786-1868), roi de Bavière ;
- Augusta-Amélie (1788-1851), vice-reine d'Italie puis duchesse de Leuchtenberg, épouse d'Eugène de Beauharnais ;
- Amalia Marie Auguste (1790-1794)
- Caroline-Auguste (1792-1873), reine de Wurtemberg puis impératrice d'Autriche
- Charles-Théodore de Bavière (1795-1875)
- un enfant mort-né le 5 septembre 1799
- Maximilien Joseph Karl Friedrichj (1800-1803)
- Élisabeth (1801-1873), reine de Prusse ;
- Amélie (1801-1877), reine de Saxe ;
- Marie-Léopoldine (1805-1877), reine de Saxe ;
- Sophie (1805-1872), archiduchesse d'Autriche, mère de l'empereur François-Joseph Ier d'Autriche.
- Ludovica Wilhelmine (1808-1892)
- Maximilienne Josepha Caroline (1810-1821)

La naissance de Ludovica précède de peu celle de ses neveux et nièces : le futur roi Maximilien II n'a que quelques mois de moins que sa tante.

## Mariage
Son père ayant décidé de réconcilier les différentes branches de la famille de Bavière, elle épouse le 9 septembre 1828 à Tegernsee son cousin le duc Maximilien en Bavière, chef d'une branche cadette des Wittelsbach. Ludovica aurait préféré épouser le roi Michel Ier de Portugal qui vivait en exil en Bavière. Seule de ses sœurs à ne pas épouser un souverain ou un proche de souverain, elle en conçoit un dépit certain et passe sa nuit de noces enfermée dans sa chambre, refusant d'aller rejoindre son époux.

## Un mari impossible
Le duc en Bavière est un prince peu conformiste, musicien et bon vivant  qui, dira la duchesse, « n'a eu d'attentions pour moi qu'après nos noces d'or ». Le duc frivole ne craint pas de recevoir à sa table les enfants qu'il a eus de ses maîtresses, sans se préoccuper de l'humiliation ressentie par sa femme. Cette désinvolture cache également une sorte de désespérance qu'il communiquera à ses enfants.
Le duc s'implique peu dans la vie de ses enfants qu'il élève à la diable négligeant de les préparer à leurs futures fonctions et battant en brèche l'ordre que la duchesse essaie en vain de maintenir dans sa maison. L'inadaptation de sa fille préférée, Élisabeth, à la vie de cour sera un profond handicap pour la future impératrice d'une grande puissance mondiale. De son côté, la duchesse souhaite pour ses filles des unions brillantes, qui seront autant de revanches sur sa propre destinée. Fille de roi, la duchesse souffre de son mariage avec un prince sans importance. Il lui faudra attendre 1845 pour que son mari reçoive le prédicat d'Altesse Royale qu'elle portait avant de se marier.

## Des filles difficiles
Elle apprend avec fierté que leur fille aînée Hélène a été choisie pour épouser l'empereur d'Autriche. Cependant, lors du bal précédant l'annonce des fiançailles, ce n'est pas à "Néné" que l'empereur offre le fameux bouquet de roses signalant à tous son choix mais à sa jeune sœur Élisabeth. La duchesse est en plein désarroi devant consoler Hélène bafouée et rassurer Sissi apeurée. 
Pour la duchesse comme pour sa sœur l'archiduchesse, future belle-mère de Sissi, cette dernière a la chance d'avoir contracté l'union la plus brillante du monde mais aussi d'avoir un époux amoureux d'elle, ce qu'elles-mêmes n'ont pas connu. Mais la jeune fille ne s'adapte ni à la vie d'épouse ni à la vie de souveraine, et le mariage est un désastre.
Sa seconde fille à se marier, Marie, devient reine des Deux-Siciles, en épousant François II. La troisième, Mathilde, épouse le comte de Trani, frère du roi des Deux-Siciles — qui entre-temps a perdu son trône — et devient la belle-sœur de sa sœur Marie. Hélène, qui, humiliée avait peu de chance de trouver une couronne, est demandée en mariage par le richissime prince de Tours-et-Taxis. Le roi de Bavière s'y oppose : aussi riche soit-il, le prince n'est pas de sang royal. Sissi et François-Joseph, culpabilisés de l'affront qu'ils ont infligé à Hélène, s'entremettent et le roi cède devant l'empereur.
Ce sera la seule union harmonieuse des filles des ducs en Bavière. En effet, impératrice, reine et duchesse se retrouvent fréquemment à « Possi » (Château de Possenhofen) pour se lamenter sur leur vie conjugale. La duchesse admettra que si ses gendres n'étaient pas parfaits, ils étaient de bons maris et que ses filles avaient été des épouses particulièrement difficiles. Quant au duc, toujours débonnaire mais qui n'aime pas être dérangé dans ses habitudes, il finit par renvoyer vertement ses filles dans leur foyer.

## L'année maudite
1867 qui s'annonce comme une année faste sera en fait une année calamiteuse.
La reine des Deux-Siciles, tombée enceinte d'un officier des zouaves pontificaux, et la comtesse de Trani, qui s'était éprise d'un diplomate, se repentent de leur vie adultère. Mathilde et son mari mettent tout de même au monde en janvier leur seule enfant, Marie-Thérèse.
En janvier également, le jeune roi Louis II de Bavière demande la main de la plus jeune des filles du couple ducal, la duchesse Sophie-Charlotte. Mais les fiançailles se prolongent bien que les préparatifs soient terminés. Le roi a un comportement étrange laissant sa fiancée sans nouvelles ou la faisant réveiller en pleine nuit pour lui offrir des fleurs. Sophie se désespère : "Vous voyez bien qu'il ne m'aime pas" s'exclame-t-elle au sein du cercle familial ; elle noue dans le même temps une relation compromettante avec le fils du photographe de la cour. 
En mars, l'épouse de Charles-Théodore, Sophie de Saxe, meurt à 22 ans laissant le jeune homme désespéré et une orpheline de 2 ans, Amélie Marie en Bavière. 
L'archiduc d'Autriche Maximilien, devenu empereur du Mexique, est fusillé en avril par ses opposants, tandis que sa femme Charlotte de Belgique devient folle.
En mai, l'archiduchesse Mathilde met le feu à sa robe ; elle meurt des suites de ses brûlures à l'âge de 18 ans, au début du mois de juin. À la fin du mois, c'est le mari d'Hélène qui décède prématurément, la laissant veuve avec quatre enfants et un empire financier à gérer.
Toujours en mai, l'Autriche s'incline devant la Hongrie rebelle et institue la double monarchie austro-hongroise ; l'archiduchesse Sophie ne peut que constater sa défaite politique.
Tous se retrouvent à Possi cherchant une consolation à leurs malheurs. En octobre, le duc en Bavière somme le roi de Bavière d'officialiser son mariage avec Sophie. Celui-ci en profite pour rompre ses fiançailles au grand désarroi de la famille ducale ; Sophie épousera l'année suivante un prince français, le duc d'Alençon, un mariage de raison mais aussi d'inclination.

## La vie et les jours
En 1878, le couple ducal fête ses noces d'or ; le duc meurt en 1888, deux ans après son gendre le comte de Trani. L'année suivante est marquée par le scandale de Mayerling : le petit-fils de la duchesse, Rodolphe, héritier de la couronne austro-hongroise est retrouvé mort dans un pavillon de chasse aux côtés de sa maîtresse, une jeune fille mineure, Marie Vetsera. Sa mère Sissi en restera inconsolable et s'éloignant de plus en plus de l'Autriche, passera le restant de sa vie à voyager. En 1890, la fille préférée de Sissi Marie-Valérie épouse un cousin de Toscane, François-Salvator, tandis que la fille de Sophie-Charlotte, Louise, épouse un cousin bavarois, Alphonse de Bavière.
La duchesse Ludovica meurt en 1892 à l'âge de 83 ans.

## Enfants
De leur mariage naissent néanmoins dix enfants :

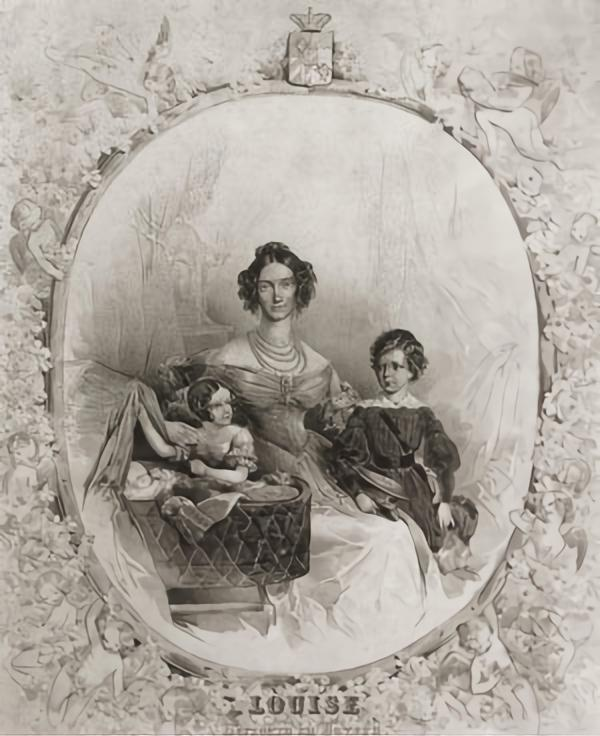
Ludovica de Bavière en 1836 avec ses 2 aînés Louis Guillaume et Hélène

- Louis-Guillaume (1831-1920). Il renonce à ses droits en épousant morganatiquement en 1859 Henriette Mendel, comédienne créée baronne de Wallersee (dont une fille Marie-Louise (1858-1940) qui épouse en premières noces en 1876 le comte Larisch). À la mort de celle-ci, il épouse Antonie Barth ;
- Charles-Guillaume (1832-1833) ;
- Hélène Caroline Thérèse (1834-1890). Promise en mariage en 1853 à l'empereur François-Joseph Ier d'Autriche, les fiançailles sont annulées quand celui-ci préfère à Hélène sa sœur cadette Élisabeth. Elle épouse, en 1858, malgré les réticences du roi de Bavière, le prince héréditaire Maximilien de Thurn und Taxis (1831-1867), dont la fortune considérable est alors la plus importante de Bavière (les Thurn und Taxis possédaient les postes bavaroises) ;
- Élisabeth Amélie Eugénie (Sissi) (1837-1898). Elle épouse, en 1854, l’empereur François-Joseph Ier d'Autriche (1830-1916). Par son mariage, elle devient impératrice d'Autriche et reine de Hongrie ;
- Charles Théodore dit (Gackel = petit coq) (1839-1909). Il épouse, en 1865, sa cousine la princesse Sophie de Saxe (1845-1867), fille du roi Jean Ier de Saxe, puis en 1874, l’infante Marie-Josèphe de Portugal (1857-1943) ;
- Marie Sophie Amélie (1841-1925). Elle épouse, en 1859, le roi François II des Deux-Siciles (1836-1894) ;
- Mathilde Ludovica (dite Spatz = moineau) (1843-1925). Elle épouse, en 1861, Louis des Deux-Siciles, comte de Trani (1838-1886), frère cadet du roi François II ;
- Maximilien (1845) ;
- Sophie Charlotte Auguste (1847-1897). D'abord fiancée au roi Louis II de Bavière, elle épouse, en 1868, le duc Ferdinand d’Orléans, duc d'Alençon (1844-1910), petit-fils du roi des Français Louis-Philippe ;
- Maximilien Emmanuel (dit Mapperl) (1849-1893). Il épouse, en 1875, la princesse Amélie de Saxe-Cobourg-Gotha (1848-1894), sœur du tsar Ferdinand Ier de Bulgarie.